# Melaniparus leuconotus
Melaniparus leuconotus é uma espécie de ave da família Paridae.
Pode ser encontrada nos seguintes países: Eritrea e Etiópia.
Os seus habitats naturais são: florestas boreais.